# Лорд предсједник Савјета
Лорд предсједник Савјета (енгл. Lord President of the Council) предсједавајући је Државног савјета Уједињеног Краљевства. Налази се на четвртом мјесту међу државним великодостојницима. Бира се из реда Дома комуна или Дома лордова и члан је Кабинета.
Државни савјет одржава редовне сједнице једном мјесечно у монарховој резиденцији. Сједнице нису пленарне већ им најчешће присуствује само монарх, лорд предсједник Савјета и три државна савјетника. Овакво одлучивање је познато као Queen-in-Council. Главна функција Државног савјета је да доноси уредбе (енгл. Orders in Council). Поступак доношења уредби је чиста формалност. Уредбе се заправо израђују уз сагласност кабинетских министара, а затим их они у својству државних савјетника предлажу Државном савјету тј. монарху на одобрење.
За лорда предсједника Савјета обично се поставља министар без портфеља или вођа Дома комуна и вођа Дома лордова. Иако је премијер Уједињеног Краљевства само члан Државног савјета ипак је он фактички шеф владе. Предсједавајући Државног савјета је само један од његових кабинетских министара. Такође, према изворном Акту о Судском комитету 1833. (енгл. Judicial Committee Act 1833) лорд предсједник Савјета је био члан Судског комитета Државног савјета.